# III. Flak-Korps
Das III. Flak-Korps war ein Großkampfverband der Luftwaffe der Wehrmacht im Zweiten Weltkrieg.

## Geschichte
Das III. Flakkorps entstand, im Hinblick auf die erwartete alliierte Invasion auf Westeuropa, am 22. Februar 1944 in Paris. Dort war es im deutschbesetzten Frankreich der Luftflotte 3 unterstellt. Das eigentlich voll motorisierte Flakkorps, wies im Sommer 1944 noch Lücken in der Motorisierung auf. Bei Beginn der alliierten Landung in der Normandie, stand lediglich ein Flakregiment im richtigen Angriffsraum, während die anderen Regimenter erst herangeführt werden mussten. Bis zum 9. Juni war das Korps im Raum um Caen versammelt und auf Zusammenarbeit mit der Panzergruppe West verpflichtet. Nachdem Teile des Korps im Kessel von Falaise verlorengingen zog sich das Korps, schwer angeschlagen auf die Reichsgrenze zurück. Hier unterstützte es die Heeresgruppe G, bevor am 3. September die Auffrischung und Reorganisation hinter der Front begann. Ab dem 20. September unterstützte das Korps die Verbände der Heeresgruppe B bei der Schlacht um Aachen, bevor es ab dem 16. Dezember in die Ardennenoffensive eingriff. Nachdem diese gescheitert war, zog es sich im Februar 1945 hinter den Rhein zurück und geriet im April in den Ruhrkessel. Dort musste das Korps am 18. April 1945 kapitulieren.

## Personen

### Kommandierender General
| Dienstgrad      | Name              | Datum                               |
| --------------- | ----------------- | ----------------------------------- |
| Generalmajor    | Johannes Hintz    | 22. Februar 1944 bis 14. Mai 1944 † |
| Generalleutnant | Wolfgang Pickert  | 28. Mai 1944 bis 20. März 1945      |
| Generalleutnant | Heino von Rantzau | 21. März 1945 bis 18. April 1945    |

### Chef des Stabes
| Dienstgrad     | Name      | Datum                               |
| -------------- | --------- | ----------------------------------- |
| Oberstleutnant | Curt Röhr | 22. Februar 1944 bis 18. April 1945 |

### Erster Generalstabsoffizier
| Dienstgrad | Name              | Datum                                 |
| ---------- | ----------------- | ------------------------------------- |
| Major      | Wilhelm Schlodder | 22. Februar 1944 bis 14. Februar 1945 |

## Unterstellung
| Unterstellung           | von                | bis                |
| ----------------------- | ------------------ | ------------------ |
| Luftflotte 3            | 22. Februar 1944   | 28. September 1944 |
| Luftwaffenkommando West | 28. September 1944 | 18. April 1945     |

## Unterstellte Verbände
| 22. Februar 1944 | |
| --- | --- |
| 22. Februar 1944 | 16. Flak-Division mit Flak-Regiment 37 (mot.), Flak-Regiment 129 (mot.), Flak-Regiment 132 (mot.), Flak-Regiment 431 (mot.) |
| 22. Februar 1944 | 18. Flak-Brigade mit Flak-Regiment 95, Flak-Regiment 656 und Flakgruppe Somme                                               |
| 22. Februar 1944 | 19. Flak-Brigade mit Flak-Regiment 8, Flak-Regiment 111                                                                     |
| 6. Juni 1944 | |
| Stab Flak-Regiment 37 mit II./Flak-Regiment 22, II./Flak-Regiment 64, leichte Flak-Abteilung 84                                         | |
| Stab Flak-Regiment 79 mit I./Flak-Regiment 35, I./Flak-Regiment 53, Flak-Abteilung 141, leichte Flak-Abteilung 98                       | |
| Stab Flak-Regiment 653 mit I./Flak-Regiment 20, II./Flak-Regiment 52, leichte Flak-Abteilung 80, leichte Flak-Abteilung 95              | |
| 1. Dezember 1944 | |
| 2. Flak-Division mit Flaksturm-Regiment 1 (mot.), Flaksturm-Regiment 2 (mot.), Flaksturm-Regiment 3 (mot.), Flaksturm-Regiment 4 (mot.) | |
| 1. Flak-Brigade mit Flak-Regiment 8, Flak-Regiment 18 (mot.)                                                                            | |
| 19. Flak-Brigade mit Flak-Regiment 15, Flak-Regiment 59, Flak-Regiment 117, Flak-Regiment 182 (mot.)                                    | |